# José Francisco Peña Guaba
José Francisco Peña Guaba (Santo Domingo, República Dominicana, 5 de octubre de 1963) es un diplomático, consultor y político dominicano. Es el presidente del Partido Bloque Institucional Socialdemócrata (BIS).
Fue viceministro de deporte de 1982-1983, cónsul general de República Dominicana en Panamá de 1983 a 1985 y diputado al Congreso Nacional para el período 1998-2002.
En el segundo gobierno de Leonel Fernández, Peña Guaba fue designado Director del Instituto de Estabilización de Precios (INESPRE) de 2004 hasta su renuncia en julio de 2007. Luego de la reelección presidencial de Fernández, éste lo designó administrador general de la Lotería Nacional hasta 2009 y director  de la Autoridad Portuaria Dominicana de 2009 a  2010. Desde el año 2010 fue nombrado asistente especial del presidente de la República hasta octubre de 2019. Desde el año 2016 es Diputado del Parlamento Centroamericano (Parlacen).
Peña Guaba es uno de los estrategas políticos más destacados de la política dominicana, siendo, desde 2004 hasta 2019, el coordinador del Bloque Progresista y las  alianzas que fueron vitales para las victorias del Partido de la Liberación Dominicana durante 16 años consecutivos.
Es fundador y secretario general del Foro Permanente de partidos políticos de la República Dominicana (FOPPPREDOM) y coordinador nacional de la alianza de los partidos Juntos Podemos. También es el director de la Coordinadora Electoral Opositora y presidente del consejo directivo de FOPPREDOM TV.
Además es el presidente del Instituto José Francisco Peña Gómez en honor al líder político José Francisco Peña Gómez. También es el presidente de la Fundación del General Omar Torrijo y presidente de la Fundación Transparencia institucional.

### Primeros años y familia
José Francisco Peña Guaba nació el 5 de octubre de 1963 en Santo Domingo, República Dominicana. Es hijo del entonces líder político del Partido Revolucionario Dominicano (PRD), José Francisco Peña Gómez (fenecido, en 1998) y de la política Julia Idalia Guaba (fenecida, en 2008). Graduado del colegio Loyola en 1978 y posteriormente en el Instituto Militar Tomás Herrera en Panamá.(no llegó a graduarse, solo asistió 1 año) Es un autodidacta. Contrajo nupcias con Mayra Josefina Tavárez en 1982, divorciándose en 1986. De este matrimonió, en 1983, nació José Francisco Peña Tavárez, quién administró la Lotería Nacional de 2011 a 2019.
En los años 2000 a 2010 estuvo casado con Argentina Pichardo Delmonte y del 2015 al 2021 con Karina Bueno.

### Vida política
José Francisco Peña Guaba se inició en las actividades políticas a muy temprana edad. Al cumplir los 18 años en 1980, ingresó al Partido Revolucionario Dominicano. En 1984 renunció al PRD para pasar a ser miembro del partido que su padre José Francisco Peña Gómez acababa de fundar, el Bloque Institucional Socialdemócrata (BIS) y para año 1994, Peña Guaba había sustituido al expresidente Hipólito Mejía como presidente del partido.
En el año 1982 fue nombrado viceministro de Deportes por el entonces presidente de la República Jacobo Majluta y un año después, en 1983, fue nombrado cónsul de Panamá hasta el año 1985. En 1997 se presentó como candidato al Congreso Nacional de la República. En 1998 ganó la diputación por el Distrito Nacional hasta el año 2002.
Para las elecciones generales del año 2004, Peña Guaba coordinó las alianzas de los partidos a través del recién creado Bloque Progresista, que junto al Partido de la Liberación Dominicana llevaban a Leonel Fernández como candidato presidencial, que resultó vencedor de la contienda electoral el 16 de mayo de ese año con el 57.11 % de los votos computados.
Al asumir la presidencia de la República el 16 de agosto del 2004, Leonel Fernández designa a José Francisco Peña Guaba como Secretario de Estado del Instituto de Estabilización de Precios (INESPRE). Renunció al cargo el 12 de junio de 2007. Para las Elecciones Generales del 2008, el Bloque Institucional Socialdemócrata fue nuevamente aliado al Partido de la Liberación Dominicana. En dichas elecciones Fernández se presentó a la reelección y resultó nuevamente ganador de la contienda electoral con el 53.83% de los votos. El 22 de agosto del 2008 Peña Guaba fue designado Secretario de Estado de la Lotería Nacional Dominicana.
En el año 2009 fue designado por Fernández como Director Ejecutivo de la Autoridad Portuaria Dominicana (APORDOM), cargo que desempeñó hasta agosto del 2010. Ese mismo año fue nombrado asistente especial del presidente de la República. Desempeñó este cargo hasta el 18 de octubre del 2019 justo antes de que Leonel Fernández renunciara al Partido de la Liberación Dominicana el 20 de octubre del mismo año.
Actualmente y desde 2016 Peña Guaba es Diputado al Parlamento Centroamericano.

#### Liderazgo político
José Francisco Peña Guaba es un connotado consultor, escritor y asesor político en el país. Recibe, con mucha frecuencia, visitas de dirigentes políticos sin importar el partido, así como de periodistas, influencers y comunicadores.
Ha escrito más de 300 artículos que son publicados en los principales medios de comunicación del país y en la mayoría refleja su punto de vista sobre los diversos temas políticos nacionales.

#### Libros
Actualmente trabaja en la recopilación y publicación de tomos de sus artículos de Reflexiones y en un libro de autoayuda para los obesos llamado “Mi Gorda Cárcel".